# Pasmajärvi (sjö i Rovaniemi, Lappland)
Pasmajärvi är en sjö i kommunen Rovaniemi i landskapet Lappland i Finland. Sjön ligger 64,6 meter över havet. Arean är 66 hektar och strandlinjen är 3,38 kilometer lång. Sjön  ingår i Kemi älvs huvudavrinningsområde.   Den ligger omkring 22 kilometer sydväst om Rovaniemi och omkring 690 kilometer norr om Helsingfors. 
Nordöst om Pasmajärvi ligger orten Muurola. 